# Anna Munro
Pour les articles homonymes, voir Munro (homonymie).
Anna Gillies Macdonald Munro (4 octobre 1881 - 11 septembre 1962) est une militante britannique, active pour le mouvement de la tempérance et le mouvement pour le droit de vote des femmes au Royaume-Uni. Munro organise la campagne de la Women's Freedom League en Écosse.

## Biographie et travail
Anna Gillies Macdonald Munro est née à Glasgow, le 4 octobre 1881, de Margaret Ann MacVean et d'Evan Macdonald Munro, maître d'école; après la mort de sa mère en 1892, elle déménage à Dunfermline où elle est prise en charge par un oncle et une tante. Elle s'implique avec les Wesleyan Methodist Sisters of the People à Londres en travaillant avec les pauvres. Elle rejoint ensuite la Women's Social and Political Union (WSPU) et fonde une succursale à Dunfermline en 1906, et elle obtient le soutien des dirigeants socialistes et de James Keir Hardie du parti travailliste. En 1907, une querelle entre les membres et les Pankhurst conduit à une scission au sein de la WSPU et, par conséquent, la Women's Freedom League (WFL), jugée plus démocratique, est formée et Munro est élue secrétaire du WFL Scottish Council. Elle est brièvement emprisonnée en 1908 pour avoir manifesté. Elle accompagne Amy Sanderson (en), membre du comité exécutif de la WLF et co-détenue, lors d'une tournée de conférences à travers le pays, sensibilisant et collectant des fonds pour le mouvement militant, et avec les grévistes de la faim Alice Paul et Edith New à Arbroath. En 1911, elle est photographiée dans The Vote avec les délégués écossais à la Conférence WFL avec Agnes Husband et six autres. Plus tard, Munro participe aux manifestations autour du recensement de 1911 que les suffragettes boycottent. Toujours en 1911, Munro participe à une manifestation concernant le projet de loi sur la conciliation (en), parlant d'un camion à Princes Street avec Elizabeth Finlayson Gauld (en) et Alexia B. Jack. Un article de journal note que le camion était décoré aux couleurs de la Women's Freedom League.
Elle épouse Sidney Ashman en 1913, et bien qu'elle prenne légalement le nom de famille Munro-Ashman, elle est toujours connue sous le nom d'Anna Munro dans son travail, et elle continue à travailler activement pour les droits des femmes tout au long de sa vie. Elle est également une militante socialiste et tempérante. Les Munro-Ashman vivent à Reading, mais déménagent ensuite à Thatcham après la Première Guerre mondiale ; Anna y est l'une des premières conseillères paroissiales en 1919 et ils élèvent une famille à Park Farm. En 1933, elle vit à Venturefair, Aldermaston, où elle accueille la branche de lecture de la célébration du 89e anniversaire de la fondatrice Charlotte Despard dans le jardin. Despard parle avec vivacité des progrès et des étapes nécessaires pour obtenir l'égalité, appelant Munro « son amie chère et de confiance ».

## Mort et héritage
Le 11 septembre 1962, elle meurt à Padworth, Berkshire. Les nouvelles maisons abordables de Thatcham Sont nommées Munro parce qu'elle est l'une des deux premières femmes conseillères paroissiales de Thatcham. En 2018, la Glasgow Women's Library charge Lucia Hearn de créer un court métrage sur Anna Munro pour célébrer les 100 ans depuis que certaines femmes ont obtenu le droit de vote.